# Dina Boluarte
Dina Ercilia Boluarte Zegarra (Chalhuanca, 1962. május 31. –) perui politikus, 2022 óta Peru elnöke, korábban elődje, Pedro Castillo alelnöke volt. A szélsőbaloldali Szabad Peru párt tagja volt.
Ő az ország első női elnöke. Kormányát számos latin-amerikai ország nem ismeri el, mivel nem demokratikusan vette át a hatalmat.

## Élete
Jogot tanult és ügyvéd lett. Néhány évig Mexikóban élt.
Boluarte elvált, két fia van.